# Nakam

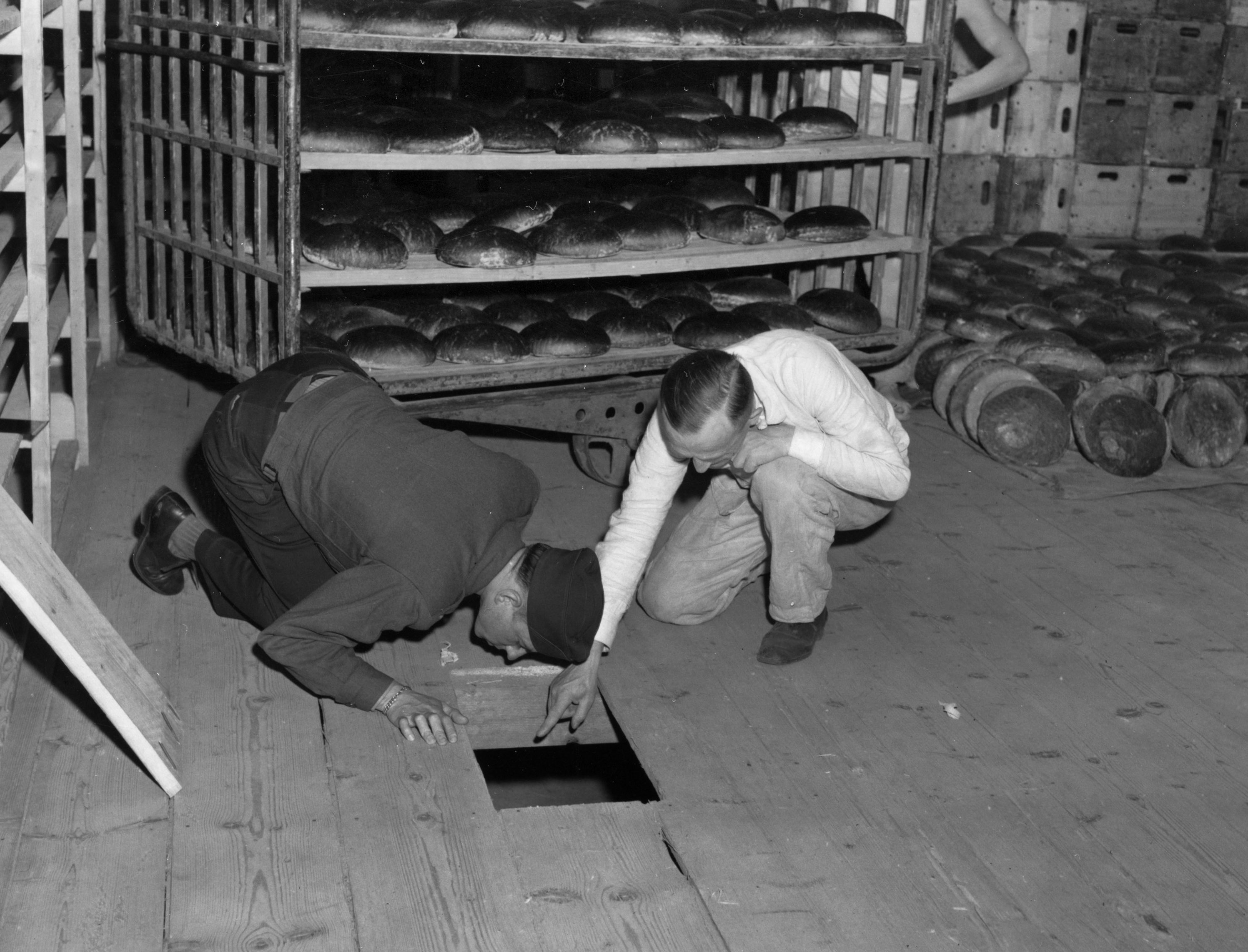

Nakam (hebr. נקם)(celým názvem Dam Jehudi Nakam, česky Židovská krev bude pomstěna) byla židovská vojenská skupina působící ve střední a východní Evropě krátce po 2. světové válce, která se soustřeďovala na vyhledávání a likvidaci bývalých nacistů a příslušníků SS. Několik nejvýznamnějších příslušníků, kteří tvořili jádro skupiny si dalo název Nokim (hebr. הנוקמים)(Mstitelé). Zatímco Nakam se soustřeďovala na vyhledávání a likvidaci Němců zodpovědných za genocidu Židů, skupina Nokim se později stala známou svým plánem na otrávení 6 milionů Němců jako pomsta za smrt 6 milionů Židů během holokaustu.

## Zrod skupiny
Skupinu tvořili příslušníci partyzánské organizace Farajnikte Partizaner Organizacje bojující proti Němcům během války na bývalé polsko-ruské hranici. Po ukončení války se pod vedením Aby Kovnera příslušníci skupiny rozhodli likvidovat příslušníky SS zodpovědné za genocidu židovského národa, neboť dospěli k názoru, že mezi Spojenci není vůle zločiny proti Židům potrestat. Skupina působila osamoceně až do setkání s příslušníky Židovské brigády v Bukurešti kteří pod názvem Chulijot prováděli podobnou svévolnou mstu v Rakousku. Obě skupiny se dohodly na spolupráci. Mstitelé působili zejména v Rakousku, ale postupem času své teritorium začali rozšiřovat. Původně přísná kritéria, podle kterých se likvidace konaly začaly být volnější. Kovnerovi tato pomsta v malém nestačila.

## Hromadná likvidace Němců
Aba Kovner navrhl Židovské brigádě masové zabíjení německého obyvatelstva jako pomstu za likvidaci 6 milionů Židů otrávením vodovodního systému s pitnou vodou ve velkých německých městech, při kterých by zemřelo až 6 milionů Němců. Představitelé Židovské brigády kolektivní trest, při kterém by navíc zemřelo mnoho nevinných, odmítli. Toto odmítnutí mělo za následek rozchod Kovnerovy skupiny s Židovskou brigádou.

### Plánování a přípravy
Jako cíl zvolila Kovnerova skupina Frankfurt nad Mohanem, Mnichov a Norimberk. Zajistili si plány vodovodní sítě a vytipovali nejvhodnější místa pro aplikaci jedu. Tyto přípravy byly ukončeny v srpnu 1945. Pro případ nezdaru měla skupiny připravena plán na další akci (tzv. plán B), kdy měly být zabity tisíce německých zajatců otráveným jídlem. Kovner se poté vydal do Palestiny, aby tam u sionistických představitelů získal použitelný jed, ale také morální podporu pro svůj čin. Sešel se s Ben Gurionem, který ale jeho plán odsoudil a Chajimem Weizmannem, který ho, dle Kovnerových slov podpořil. Jeho prostřednictvím se setkal s Aharonem a Efrajimem Kacirovými, významnými chemiky, kteří mu poskytli účinný jed v koncentrované formě. Při jeho přepravě do Evropy byl Kovner ale těsně před přistáním zatčen společně se třemi společníky. Čtvrtý, který zajištěn nebyl vhodil plechovky s jedem do moře. Kovner byl transportován do Egypta a v Alexandrii uvězněn.

### Plán B

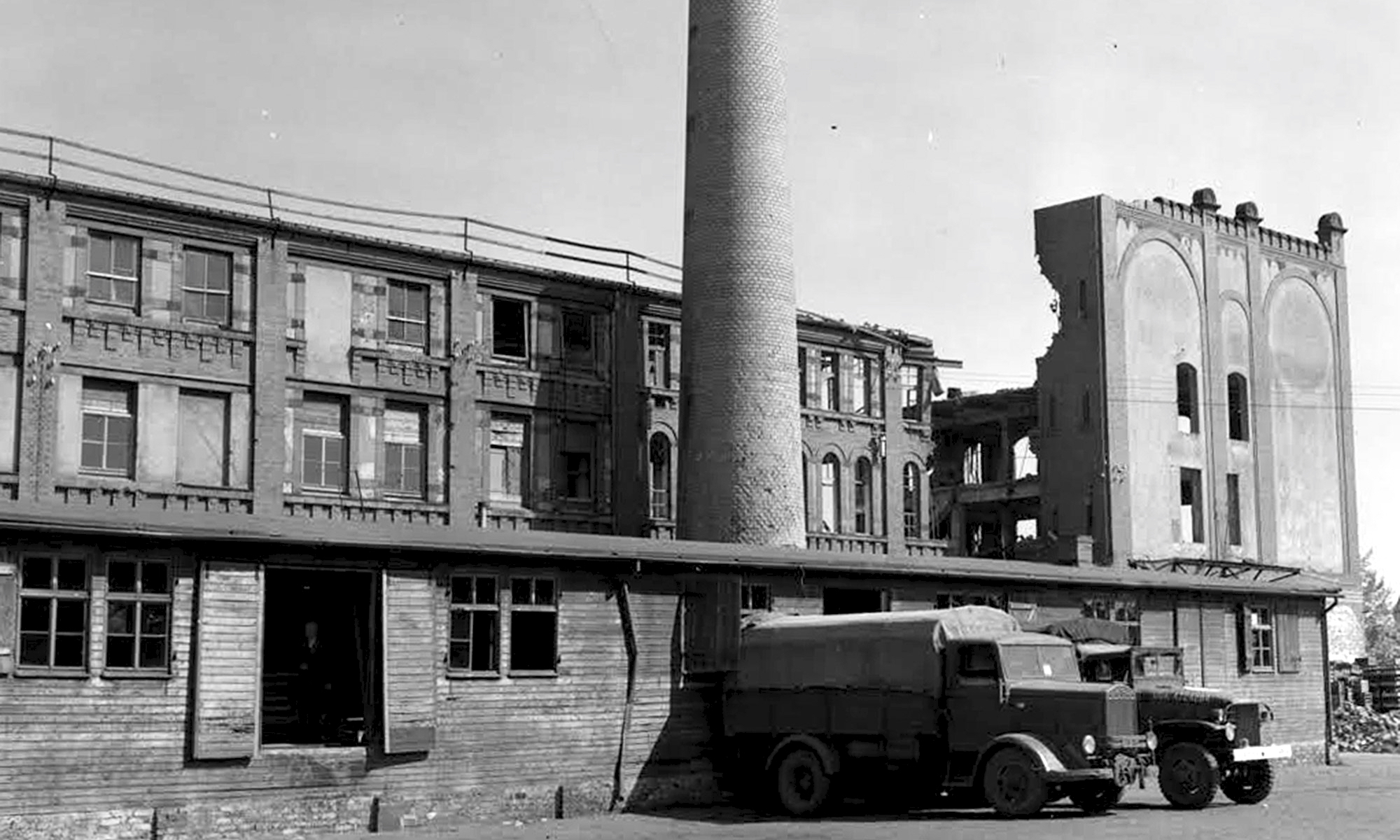
Konsum-Genossenschaftsbäckerei

Po Kovnerově zatčení se zbývající členové Nokim rozhodli od plánu upustit (důvodem byly komplikace se znovuzískáním jedu a fakt, že v německých městech se pohybovalo velké množství spojeneckých vojáků a domů se vracejících se Židů, jenž by se mohli stát oběťmi útoku). Proto skupina přistoupila k provedení plánu B, otrávení velkého množství německých zajatců.
Pro provedení útoku byly vybrány tábory Dachau a Stalag XIII., které sloužily jako zajatecké tábory. V Dachau, Spojenci drželi 30 tisíc důstojníků SS, v táboře Stalag XIII. bylo drženo dalších 15 tisíc příslušníků SS. Jed, roztok ze dvou kil arzénu na otrávení jídla získali od jednoho židovského chemika v Miláně.
Při průzkumu zjistili členové Nokimu, že veškeré jídlo se připravuje přímo v táborech s výjimkou chleba, který se dováží zvenčí. Příslušníkům skupiny se podařilo infiltrovat jak tábor Dachau, tak pekárnu v Norimberku zásobující chlebem tábor Stalag XIII. Několik dnů před 13. dubnem 1946, který byl stanoven jako den akce ale Američané, kteří oba tábory spravovali odhalili židovské spiklence v Dachau. Skupina se proto soustředila na přípravu útoku ve Stalag XIII. (svou akci navíc chtěla podpořit ozbrojeným útokem na sídlo soudního tribunálu s nacistickými válečnými zločinci a demonstrativní likvidaci nacistických prominentů, tento plán byl nakonec opuštěn pro silná bezpečnostní opatření provázející soudní jednání).

### Průběh akce
12. dubna Leipke Diestel, který pracoval v pekárně vpustil do objektu další dva příslušníky skupiny. Ti se v objektu pekárny skrývali do noci. Poté, co osaměli začali štětkami natírat naředěným arzenikem připravené pecny chleba. Celkem takto kontaminovali 3000 chlebů, přičemž předpokládali, že se otráví až 13 tisíc Němců. Po dokončení úkolu byli vyrušeni strážnými a objekt opustili. Strážní nenalezli nic podezřelého, předpokládali, že překvapili zloděje. Ráno členové skupiny opustili Německo směrem do Čech a zároveň informovali příslušníky Židovské brigády a Nakam v evropských městech, aby přijali zvýšená bezpečnostní opatření.
Kontaminovaný chléb byl 13. dubna 1946 odvezen do Stalag XIII., kde byl distribuován zajatcům. Po požití se začaly objevovat první otrávení. Nakonec o životy stovek až tisíců vězňů bojovaly američtí lékaři a pro přepravu otrávených zajatců byly využity všechny dostupné sanitky. Podle zprávy uveřejněné druhý den v tisku byly otráveny tisíce vězňů, z nichž 207 bylo hospitalizováno. Nikdo nezemřel.

### Nejasnosti
Během celé akce se objevilo několik nejasností. Sporné například zůstává tvrzení Kovnera o podpoře plánu A ze strany budoucího prvního prezidenta Státu Izrael Chajima Weizmanna. Podle pozdějšího tvrzení jednoho z Kovnerových mužů Kovner Weizmanna seznámil s plánem B. I toto tvrzení je ale málo pravděpodobné, neboť Weizmann byl blízkým Ben Gurionovým spolupracovníkem a dá se předpokládat, že byl o Kovnerových návrzích předem informován. V každém případě ale Kovnerovi pomohl získat jed a určil čtyři muže z Hagany jako jeho doprovod na cestě do Evropy. Dalším nejasným momentem je zatčení Kovnera na lodi plující do Evropy. Kapitán byl o Kovnerovi a jeho mužích přesně informován. Předpokládá se, že informace o převozu jedu předal úřadům britský konfident uvnitř Hagany, ale nevylučuje se ani možnost, že byl Kovner udán samotnými představiteli sionistických organizací v Jeruzalémě. Ti se obávali, že spojení Židů s takovým masakrem by mohlo vážně poškodit snahu o vybudování židovského státu. Nejasnosti panují i kolem případných obětí arzenového útoku ve Stalag XIII. Americké úřady, které incident vyšetřovaly konstatovaly, že 207 zajatců bylo hospitalizováno a nikdo nezemřel. Kompletní vyšetřovací zpráva nebyla ale zveřejněna. New York Times 20. dubna psal o 1900 otrávených zajatcích. Další zdroje hovoří o 300 až 1000 obětí, což je stále mnohem míň, než v co doufali příslišníci Nokim.

## Další činnost
Příslušníci Nokim prováděli likvidace bývalých nacistů a esesáků až do roku 1950, kdy se skupina definitivně rozpadla. O tak velkou akci jako v roce 1946 se už ale nikdy nepokusili. Samotný Abba Kovner se do Evropy po propuštění z alexandrijského vězení nevrátil. V dopise do Paříže svým spolubojovníkům sdělil, že užitečnější pro věc sionismu bude bojovat v Palestině za nezávislost Izraele. Postupem času ho do Palestiny následovala řada spolubovníků, kteří vstoupili do nověvzniklé IOS a účastnili se první arabsko-izraelské války. Od aktů pomsty postupně upouštěli i Chulijot, rekrutující se z řad Židovské brigády, kteří se nakonec začali plně věnovat podpoře židovské emigrace do Palestiny.

## Pozdější vyšetřování
V roce 1996 rozhovor o akci odvysílaný německou televizí ještě nezavdal příčinu pro zahájení vyšetřování, neboť oba protagonisté Leipke Diestel a Joseph Harmac nezveřejnili svou identitu. Vyšetřování bylo zahájeno až v roce 2000, kdy oba muži pod pravými jmény zveřejnili podrobnosti celé akce včetně úmyslu zavraždit 13 tisíc německých zajatců. Norimberská prokuratura požadovala přítomnost obou mužů v Německu (ti však žili v Izraeli), což celé vyšetřování komplikovalo. Další komplikace byli morální, neboť německá prokuratura se chystala vyšetřovat dva Židy, kteří přežili holocaust. Některá německá média jejich čin považovala za neúměrný nacistickým zločinům. Kromě toho byla jen malá naděje, že by Izrael své dva občany vydal do Německa. Soudní stíhání bylo nakonec odloženo na základě pojmu Verjährung což je tzv. kodex omezení, neboť byly nastoleny neobvyklé okolnosti, za nichž došlo k pokusu o masovou vraždu.